# 모모 (가수)
모모(본명: 히라이 모모, 일본어: 平井もも, 1996년 11월 9일 ~ )는 일본의 가수, 댄서이며, K-pop 걸 그룹 트와이스, 미사모의 멤버이다.

## 생애
1996년 11월 9일 일본 교토부에서 태어났다. JYP 엔터테인먼트 소속으로 2015년 10월 걸그룹 트와이스의 9명 멤버 중 한 명으로 데뷔했다. 오디션 프로그램 《SIXTEEN》에서 탈락했지만 JYP엔터테인먼트 대표 박진영의 직권에 의해 쯔위와 함께 추가 합격으로 데뷔했다.

## 수상 목록

### 가요 프로그램 1위
| 연도            | 수상 내역 (총 1회) |
| --------------- | ------------------ |
| 2024년 (총 1회) |                    |

## 출연 작품

### 텔레비전 프로그램
| 연도 | 방송사 | 제목                     | 역할        |
| ---- | ------ | ------------------------ | ----------- |
| 2015 | 엠넷   | SIXTEEN                  | 참가자      |
| 2015 | MBC    | 마이 리틀 텔레비전       | 게스트 출연 |
| 2016 | MBC    | 능력자들                 | 게스트 출연 |
| 2016 | JTBC   | 잘 먹겠습니다            | 게스트 출연 |
| 2016 | 엠넷   | 힛 더 스테이지           | 게스트 출연 |
| 2016 | SBS    | 꽃놀이패                 | 게스트 출연 |
| 2016 | JTBC   | 아는 형님                | 게스트 출연 |
| 2017 | SBS    | 生리얼수업 초등학쌤      | 게스트 출연 |
| 2017 | KBS    | 개그콘서트               | 게스트 출연 |
| 2018 | tvN    | 놀라운 토요일            | 게스트 출연 |
| 2018 | MBC    | 미스터리 음악쇼 복면가왕 | 패널        |

### 웹예능
| 연도 | 방송사 | 제목   | 역할   |
| ---- | ------ | ------ | ------ |
| 2025 | 유튜브 | 감별사 | 게스트 |

### 뮤직비디오
- 김희철X민경훈 - 나비잠 (Sweet Dream)